# إميليو ديينا
الدكتور إميليو ديينا (26 يناير 1860 - 9 أكتوبر 1941)، جامع طوابع إيطالي، وكان متخصصًا في طوابع البريد الإيطالية، ونشر أبحاثًا قيّمة حول هذا الموضوع. ويُعتبر على الأرجح أشهر هاوي من هواة جمع الطوابع على مستوى القارة الأوروبية في جيلهِ.

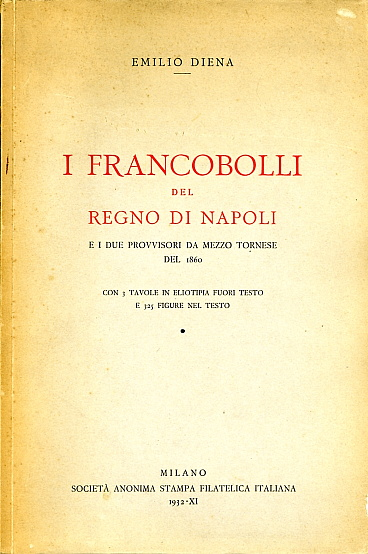
إميليو ديينا 1932

## هواية جمع الطوابع
جمع إميليو ديينا ودرس الطوابع البريدية الكلاسيكية والنادرة والتاريخ البريدي لإيطاليا بالإضافة إلى الولايات الإيطالية التي أصدرت طوابع بريدية خاصة بها قبل توحيد إيطاليا في القرن التاسع عشر.

## الأدب الطوابعي
جمع إميليو ديينا مكتبةً ضخمةً من الأدبيات المتعلقة بهواة جمع الطوابع الإيطالية، والتي لا تزال تحتفظ بها عائلته حتى اليوم في روما، إيطاليا. لقد صار خبيرًا في الطوابع الإيطالية، فبالإضافة إلى خبرتهِ في الطوابع النادرة من الحقبة الكلاسيكية الإيطالية، كتب إميليو ديينا بإسهاب في هذا الموضوع.
بالإضافة إلى كتابة العديد من المقالات في مجلات هواة جمع الطوابع، كتب ديينا بتفصيلٍ كبير عن طوابع مودينا، ورومانيا، وصقلية، وبارما، ونابولي خلال عشرينيات وثلاثينيات القرن العشرين.

## النشاط الطوابعي
شغل الدكتور ديينا منصب قاضٍ في كثير من الأحيان في مسائل تتعلق بالطوابع النادرة في إيطاليا، بالإضافة إلى الولايات الإيطالية التي أصدرت طوابعها البريدية الخاصة قبل توحيد إيطاليا في القرن التاسع عشر. وشملت هذه الولايات مودينا، ورومانيا، وصقلية، ونابولي، وبارما. وكان زميلًا في الجمعية الملكية لهواة جمع الطوابع في لندن، وخدم في العديد من لجان التحكيم الدولية لهواة جمع الطوابع.

## التكريم
كان ديينا من أوائل الموقعين على قائمة هواة جمع الطوابع المتميزين عام 1921، وحصل على ميدالية ليندنبرغ في عامها الأول (1906). كما مُنح ميدالية تابلينج عام 1929، وميدالية كروفورد عام 1934 عن تحفته "فرانكبولي ديل ريجنو دي نابولي". وانتُخب عضوًا في قاعة مشاهير الجمعية الأمريكية لهواة طوابع البريد عام 2006. كما مُنح وسام التاج الإيطالي من ملك إيطاليا، ووسام القديس موريس والقديس لعازر.

## الأرث والوفاة
توفي إميليو دينا في روما عام 1941 عن عمر يناهز 82 عامًا. واصلت عائلة دينا عمله في مجال جمع الطوابع الإيطالية. انتُخب الدكتور إنزو دينا، حفيد الدكتور إميليو دينا، لعضوية قاعة مشاهير الجمعية الأمريكية لهواة طوابع البريد عام 2001.